# Ranchillos y San Miguel

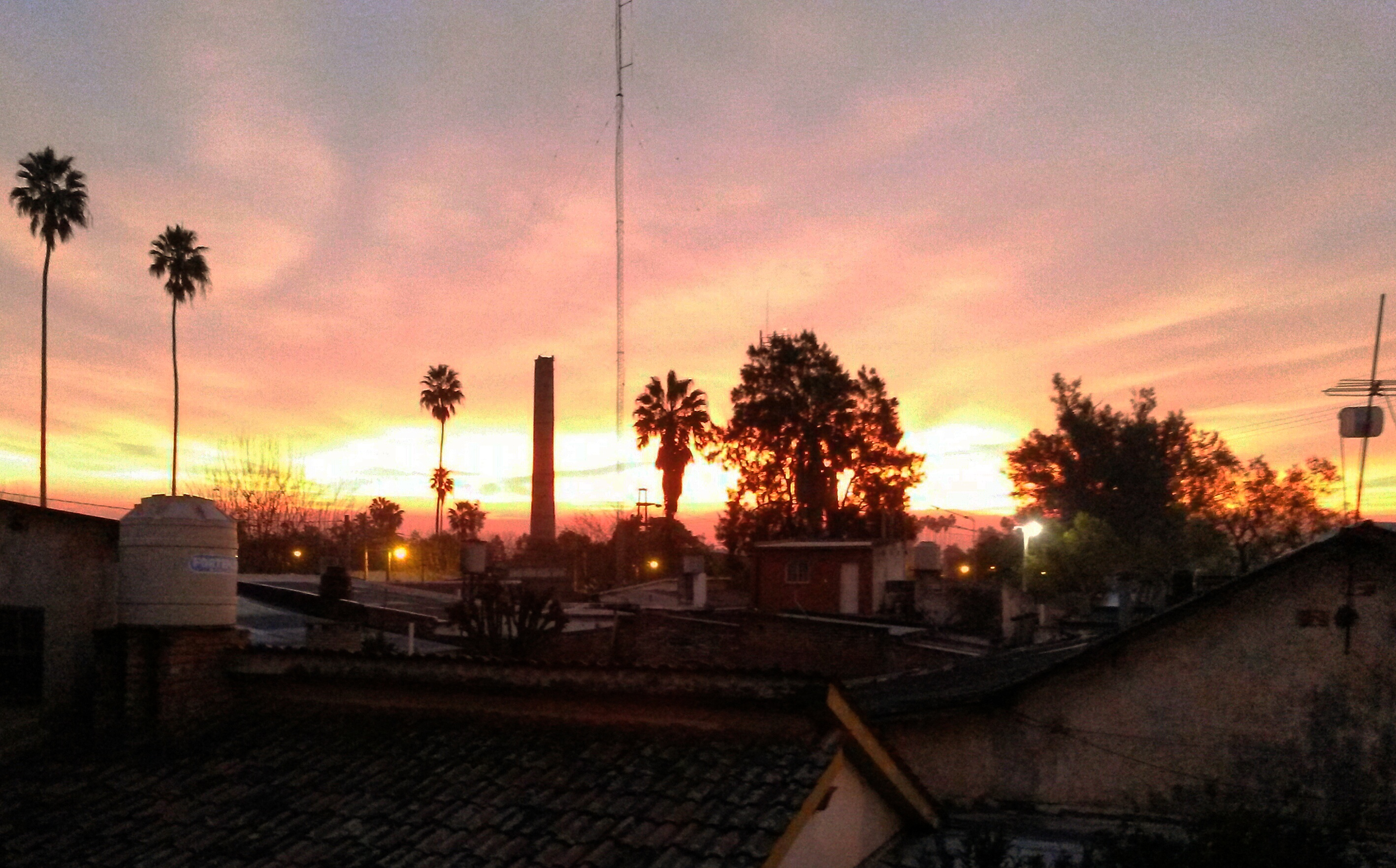
Chimenea del ex ingenio San Antonio en un atardecer del mes de agosto

Ranchillos y San Miguel es una localidad y comuna Rural ubicada en el departamento Cruz Alta en la provincia de Tucumán, Argentina; a sólo 24 km de la ciudad de San Miguel de Tucumán. También conocida como la "capital del carnaval", debido a que allí se desarrolla un evento festivo, reconocido a nivel provincial y regional, durante los domingos de los meses de enero (últimas semanas), febrero y marzo (primeras semanas) en el Club Atlético San Antonio, entidad deportiva local, que actualmente disputa el torneo Federal B, a nivel futbolístico. Además, en dicha entidad, se desarrollan disciplinas como el básquetbol, hockey y danzas entre otras. Es uno de los centros urbanos más poblados y con mayor extensión jurisdiccional del este de la provincia. A nivel educativo cuenta con la escuela primaria N.º 1 Provincia de San Luis, escuela especial Adams Keller y la escuela técnica Politéctina, a nivel secundario. Otro centro relevante de la localidad es la parroquia del Espíritu Santo, que forma parte del decanato n.º 4 de la Arquidiósesis de Tucumán.

## Población
La planta urbana cuenta con 6,892 habitantes (Indec, 2010), lo que representa un incremento del 20% frente a los 5,758 habitantes (Indec, 2001) del censo anterior.
| Gráfica de evolución demográfica de Ranchillos y San Miguel entre 1960 y 2010 |
|                                                                               |
| Fuentes: INDEC                                                                |

## Sismicidad
La sismicidad del área de Tucumán (centro norte de Argentina) es frecuente y de intensidad baja, y un silencio sísmico de terremotos medios a graves cada 30 años.
- Sismo de 1861: aunque dicha actividad geológica catastrófica, ocurre desde épocas prehistóricas, el terremoto del 20 de marzo de 1861 (164 años) con 12.000 muertes,[6] señaló un hito importante dentro de la historia de eventos sísmicos argentinos ya que fue el más fuerte registrado y documentado en el país. A partir del mismo la política de los sucesivos gobiernos del norte y de Cuyo han ido extremando cuidados y restringiendo los códigos de construcción.[5] Y con el terremoto de San Juan de 1944 del 15 de enero de 1944 (81 años) los gobiernos tomaron estado de la enorme gravedad crónica de sismos de la región.
- Sismo de 1931: de 6,3 de intensidad, el cual destruyó parte de sus edificaciones y abrió numerosas grietas en la zona[6][5]

## Personalidades
- Raúl Martínez, futbolista. Octavo goleador histórico de Atlético Tucumán.
- Maximiliano Alanís, futbolista.